# Google Store
Der Google Store ist ein von Google betriebener Online-Hardwarehändler. Er wurde am 11. März 2015 vorgestellt und ersetzt den ehemaligen Devices-Bereich des Play Stores als Googles Hardware-Händler. Der Google Store wird von Ana Corrales geleitet, die gleichzeitig auch COO der Consumer Hardware Division von Google ist.
Google hat auch mit lokalen Läden experimentiert. Im Oktober 2016 eröffnete man einen Pop-up-Store in New York, um ihre damals angekündigten Hardwareprodukte zu präsentieren. Im folgenden Monat eröffneten sie zudem Google Shops. Dies sind Verkaufsflächen innerhalb von ausgewählten Best-Buy-Läden in Kanada.

## Produkte
Der Google-Shop verkauft Produkte, die von Google oder in Zusammenarbeit mit ihnen hergestellt wurden.  Dies umfasst Nexus- und Pixel-Geräte, Chromecasts, Google-Stadia-Controller, Wear OS By Google Smartwatches, Google-Nest-Produkte, Chromebooks und Zubehör, einschließlich Tastaturen, Ladegeräte und Handyhüllen.

## Auszeichnungen
Google Store erhielt 2016 den Webby Award in der Kategorie Consumer Electronics.